# Mafeteng
Mafeteng è un centro abitato del Lesotho, situato nel distretto omonimo.